# Вила Златни брег у Смедереву
44° 39′ 12″ N 20° 53′ 31″ E / 44.65333° С; 20.89194° И
Вила Златни брег (позната и као Краљев виноград или вила/летњиковац династије Обреновић) смештена је на најлепшем делу града Смедерева, у насељу Плавинац, који је окренут ка северу према Дунаву и банатској равници. Кнез Милош је 1829. године у Смедереву купио виноград. Марта 1836. године кнез Милош шаље Јованчи 500 комада садница од најбољих врста смедеревске лозе за украс врта око новог здања.
Испред летњиковца налази се повећи обликовани камен, бињекташ, који је кнезу служио за лакше узјахивање коња, јер је био средњег раста и дежмекаст. Тек касније краљ Милан Обреновић уводи раскош и лакеје у овај летњиковац. Краљевски пар се ту често одмарао, па је изгледало да се двор преселио у Смедерево. Поред виле изграђено је игралиште за крикет и тенис, прво у Србији.
У том амбијенту Наталијин син, краљ Александар и краљица Драга Машин, проводили су најдуже време, склањајући се због свог необичног живота и брака, све до погибије 1903. године. За време њиховог боравка у летњиковцу су приређивана свакодневна весеља, гозбе, сусрети и игре. По убиству Александра и Драге, Наталија дарује летњиковац пуковнику Антонију Орешковићу, начелнику штаба дринске војске. Летњиковац има 30 хектара винограда и парка.

## Галерија
- Вила Златни брег
- Вила Златни брег
- Поглед на виноград и вилу